# Aspach, Rems-Murr
Aspach là một đô thị ở huyện Eams-Murr ở Đức, gần Backnang.
Làng chính là Großaspach là nơi có địa điểm đầu tiên của Mercedes-AMG. Đô thị này có diện tích 35,46 km2, dân số cuối năm 2006 8338.